# Liste mit der University of Oxford verbundener Personen
Untenstehend findet sich eine nach Berufsgruppen geordnete Übersicht mit der University of Oxford verbundener bekannter Persönlichkeiten. Die Liste erhebt keinen Anspruch auf Vollständigkeit.

## Politik

### Monarchen
- Abdullah II. bin al-Hussein (* 1962), König von Jordanien (1999– )
- Andrew Bertie (1929–2008), Großmeister des Malteserordens (1988–2008)
- Eduard VII. (1841–1910), König des Vereinigten Königreichs Großbritannien und Irland, Kaiser von Indien (1901–1910)
- Eduard VIII. (1894–1972), König des Vereinigten Königreiches und Kaiser von Indien (1936)
- George Tupou V. (1948–2012), König von Tonga (2006–2012)
- Harald V. (* 1937), König von Norwegen (1991– )
- Jigme Khesar Namgyal Wangchuck (* 1980), König von Bhutan (2006– )
- Moshoeshoe II. (1938–1996), König von Lesotho (1966–1990)
- Muhammad V. (Kelantan) (* 1969), Sultan von Kelantan (2010– ) und König von Malaysia (2016–2019)
- Naruhito (* 1960), Kaiser von Japan (2019– )
- Olav V. (1903–1991), König von Norwegen (1957–1991)
- Wilhelm II. (Niederlande) (1792–1849), König der Niederlande, Großherzog von Luxemburg und Herzog von Limburg (1840–1849)

### Britische Premierminister
- Spencer Compton, 1. Earl of Wilmington (1674–1743), Premierminister (1742–1743)[1]
- Henry Pelham (1694–1754), Premierminister (1743–1746)[2]
- George Grenville (1712–1770), Premierminister (1763–1765)[3][4]
- William Pitt, 1. Earl of Chatham (1708–1778), Premierminister (1766–1768)[5]
- Frederick North, 2. Earl of Guilford (1732–1792), Premierminister (1770–1782)[6]
- William Petty, 2. Earl of Shelburne (1737–1805), Premierminister (1782–1783)[7][4]
- William Cavendish-Bentinck, 3. Duke of Portland (1738–1809), Premierminister (1783 und 1807–1809)[8]
- Henry Addington, 1. Viscount Sidmouth (1757–1844), Premierminister (1801–1804)[9]
- William Wyndham Grenville, 1. Baron Grenville (1759–1834), Premierminister (1806–1807)[10]
- Robert Jenkinson, 2. Earl of Liverpool (1770–1828), Premierminister (1812–1827)[11]
- George Canning (1770–1827), Premierminister 1827[4][12]
- Robert Peel (1788–1850), Premierminister (1834–1835 und 1841–1846)[13]
- Edward Smith-Stanley, 14. Earl of Derby (1799–1869), Premierminister (1852, 1858–1859 und 1866–1868)[14]
- William Ewart Gladstone (1809–1898), Premierminister (1868–1874, 1880–1885, 1886 und 1892–1894)[15]
- Robert Gascoyne-Cecil, 3. Marquess of Salisbury (1830–1903), Premierminister (1885–1886, 1886–1892 und 1895–1902)[16]
- Archibald Primrose, 5. Earl of Rosebery (1847–1929), Premierminister (1894–1895)[17]
- Herbert Henry Asquith (1852–1928), Premierminister  (1908–1916)[18]
- Clement Attlee (1883–1967), Premierminister (1945–1951)[19]
- Anthony Eden (1897–1977), Premierminister (1955–1957)[20]
- Harold Macmillan (1894–1986), Premierminister (1957–1963)[21]
- Alec Douglas-Home (1903–1995), Premierminister (1963–1964)[4][22]
- Harold Wilson (1916–1995), Premierminister (1964–1970 und 1974–1976)[4]
- Edward Heath (1916–2005), Premierminister (1970–1974)[4]
- Margaret Thatcher (1925–2013), Premierministerin (1979–1990)[4]
- Tony Blair (* 1953), Premierminister (1997–2007)[4][23]
- David Cameron (* 1966), Premierminister (2010–2015)
- Theresa May (* 1956), Premierministerin (2016–2019)[24]
- Boris Johnson (* 1964), Premierminister (2019–2022)
- Liz Truss (* 1975), Premierministerin (2022–2022)
- Rishi Sunak (* 1980), Premierminister (2022–2024)

### Staats- und Regierungschefs
- Tony Abbott (* 1957), 28. Premierminister von Australien (2013–2015)
- Grantley Herbert Adams (1898–1971), Premierminister von Barbados (1954–1958) und der Westindischen Föderation (1958–1962)[25][26]
- John Michael G. Adams (1931–1985), Premierminister von Barbados (1976–1985)[27]
- Edward Akufo-Addo (1906–1979), Präsident von Ghana (1970–1972)
- Solomon Bandaranaike (1899–1959), Premierminister von Ceylon, dem heutigen Sri Lanka (1956–1959)
- Benazir Bhutto (1953–2007), Premierministerin von Pakistan (1988–1990 und 1993–1996)
- Zulfiqar Ali Bhutto (1928–1979), Präsident von Pakistan (1971–1973) und Premierminister (1973–1977)
- Kofi Abrefa Busia (1913–1978), Premierminister von Ghana (1969–1972)
- Bill Clinton (* 1946), 42. Präsident der Vereinigten Staaten von Amerika (1993–2001)[28]
- Malcolm Fraser (1930–2015), 22. Premierminister von Australien (1975–83)[29][30]
- Indira Gandhi (1917–1984), Premierministerin von Indien (1966–1977 und 1980–1984)[31]
- Penaia Ganilau (1918–1993), Präsident von Fidschi (1987–1993)
- John Gorton (1911–2002), 19. Premierminister von Australien (1932–1935)[32]
- Bob Hawke (1929–2019), 23. Premierminister von Australien (1983–1991)[33][34]
- Guðni Th. Jóhannesson (* 1968), Präsident von Island (2016– )
- Seretse Khama (1921–1980), 1. Präsident von Botswana (1966–1980)
- Liaquat Ali Khan (1896–1951), erster Premierminister von Pakistan (1947–1951)[35]
- Imran Khan (* 1952), Premierminister von Pakistan (2018– )
- Pedro Pablo Kuczynski (* 1938), Präsident von Peru (2016–2018)
- John Kufuor (* 1938), Präsident von Ghana (2001–2009)
- Aung San Suu Kyi (* 1945), Regierungschefin von Myanmar (2016– )
- Farooq Leghari (1940–2010), Präsident von Pakistan (1993–1997)
- Norman Manley (1893–1969), 1. Premierminister von Jamaika (1959–1962)
- Kamisese Mara (1920–2004), Präsident von Fidschi (1993–2000)
- Dominic Mintoff (1916–2012), 8. Premierminister von Malta (1971–1984)
- Festus Mogae (* 1939), Präsident von Botswana (1998–2008)
- Chukwuemeka Odumegwu Ojukwu (1933–2011), 1. Präsident von Biafra (1967–1970)
- Viktor Orbán (* 1963), Premierminister von Ungarn (1998–2002 und 2010– )
- Lester Pearson (1897–1972), 14. Premierminister von Kanada (1963–1968)[36]
- Kukrit Pramoj (1911–1995), Premierminister von Thailand (1975–1976)
- Seni Pramoj (1905–1997), Premierminister von Thailand (1945–1946, 1975 und 1976)
- Sarvepalli Radhakrishnan (1888–1975), 2. Präsident von Indien (1962–1967)[37][38][39]
- José Ramos-Horta (* 1949), 4. Präsident von Osttimor (2008–2012)
- Arthur N. R. Robinson (1926–2014), 3. Präsident von Trinidad und Tobago (1997–2003)[40]
- Kevin Rudd (* 1957), 26. Premierminister von Australien (2007–2010 und 2013)
- Risto Ryti (1889–1956), Premierminister von Finnland (1940–1944)
- Wasim Sajjad (* 1941), Kommissarischer Präsident von Pakistan (1997–1998)
- Manmohan Singh (1932–2024), Premierminister von Indien (2004–2014)
- Huseyn Shaheed Suhrawardy (1892–1963), 5. Premierminister von Pakistan (1956–1957)[41]
- Enele Sopoaga (* 1956), Premierminister von Tuvalu (2013–2019)
- Malcolm Turnbull (* 1954), 29. Premierminister von Australien (2015–2018)
- John Turner (1929–2020), 17. Premierminister von Kanada 1984
- Mihai Răzvan Ungureanu (* 1968), Premierminister von Rumänien 2012[42]
- Alvaro Uribe (* 1952), 31. Präsident Kolumbiens (2002–2010)
- Abhisit Vejjajiva (* 1964), Premierminister von Thailand (2008–2011)
- Richard von Weizsäcker (1920–2015), 6. Bundespräsident der Bundesrepublik Deutschland (1984–1994)

### Andere bekannte Politiker
- Thomas Morus (1478–1535), Humanist und Lordkanzler von England (1529–1532)
- William Penn (1644–1718), Gründer der Kolonie Pennsylvania
- Peter Torry (* 1948), britischer Botschafter in Berlin (2003–2007)
- Peter Ramsbotham, 3. Viscount Soulbury (1919–2010), britischer Botschafter in Washington (1974–1977) und Gouverneur von Bermuda (1977–1980)
- Norbert Lammert (* 1948), Vorsitzender der Konrad-Adenauer-Stiftung und ehemaliger Bundestagspräsident (2005–2017)

## Literaten
- Kingsley Amis (1922–1995), englischer Schriftsteller und Dichter
- Martin Amis (1949–2023), englischer Schriftsteller
- W. H. Auden (1907–1973), englischer Schriftsteller
- Hilaire Belloc (1870–1953), französisch-britischer Schriftsteller
- John Betjeman (1906–1984), britischer Dichter und Journalist
- Vera Brittain (1893–1970), britische Schriftstellerin, Feministin und Pazifistin
- A. S. Byatt (1936–2023), britische Schriftstellerin
- George Gordon Byron (1788–1824), britischer Dichter und Vertreter der englischen Romantik
- Lewis Carroll (1832–1898), britischer Schriftsteller, Mathematiker und Autor von Alice im Wunderland
- John Donne (1572–1631), englischer Schriftsteller
- T. S. Eliot (1888–1965), Lyriker, Dramatiker und Essayist, Nobelpreisträger
- Zlata Filipović (* 1980), bosnische Tagebuch-Autorin und Schriftstellerin
- John Galsworthy (1867–1933), englischer Schriftsteller und Dramatiker
- Robert Graves (1895–1985), britischer Schriftsteller und Dichter
- Graham Greene (1904–1991), britischer Romancier, Dramatiker und Drehbuchautor
- Seamus Heaney (1939–2013), irischer Schriftsteller und Literatur-Nobelpreisträger
- Joseph Heller (1923–1999), US-amerikanischer Schriftsteller
- Christopher Hitchens (1949–2011), britisch-US-amerikanischer Autor, Journalist und Literaturkritiker
- Aldous Huxley (1894–1963), britischer Schriftsteller und Autor des dystopischen Romans Schöne neue Welt
- Harper Lee (1926–2016), US-amerikanische Schriftstellerin und Pulitzerpreisträgerin
- C. S. Lewis (1898–1963), irischer Schriftsteller und Literaturwissenschaftler
- Philip Pullman (* 1946), englischsprachiger Schriftsteller
- Salman Rushdie (* 1947), Britisch-indischer Romancier und Essayist
- Dorothy L. Sayers (1893–1957), englische Krimi-Schriftstellerin und Übersetzerin
- Percy Bysshe Shelley (1792–1822), englischer Schriftsteller
- Algernon Charles Swinburne (1837–1909), britischer Schriftsteller
- J. R. R. Tolkien (1892–1973), britischer Schriftsteller und Philologe, Autor von Herr der Ringe
- Evelyn Waugh (1903–1966), britischer Schriftsteller
- Oscar Wilde (1854–1900), irischer Lyriker, Romanautor, Dramatiker und Kritiker

## Vertreter verschiedener akademischer Disziplinen

### Naturwissenschaftler
- Susan N. Brown (1937–2017), Mathematikerin und Hochschullehrerin
- Stephen Hawking (1942–2018), britischer theoretischer Physiker
- Richard Dawkins (* 1941), britischer Zoologe, Biologe und Autor
- Tim Berners-Lee (* 1955), britischer Informatiker, Erfinder des World Wide Web
- Dorothy Hodgkin (1910–1994), britische Biochemikerin und Trägerin des Nobelpreis für Chemie
- Alec John Jeffreys (* 1950), britischer Genetiker
- Dave Goulson (* 1965), britischer Biologe
- Anja Karin Sturm (* 1975), deutsche Mathematikerin

### Philosophen
- Johannes Duns Scotus (1266–1308), schottischer Theologe und Philosoph der Scholastik
- Wilhelm von Ockham (1288–1347), Franziskaner, Philosoph und Scholastiker
- Adam Smith (1723–1790), schottischer Moralphilosoph, Aufklärer und Begründer der klassischen Nationalökonomie
- John Locke (1632–1704), englischer Philosoph und Vordenker der Aufklärung, definierte das Widerstandsrecht
- John Langshaw Austin (1911–1960), englischer Philosoph und Linguist, Begründer der Sprechakttheorie
- Richard Robinson (1902–1996), englischer Philosoph
- Richard Mervyn Hare (1919–2002), englischer Moralphilosoph
- John Searle (* 1932), US-amerikanischer Philosoph
- Gilbert Ryle (1900–1976), britischer Philosoph
- Paul Grice (1913–1988), englischer Philosoph
- Alfred Jules Ayer (1910–1989), britischer Philosoph und Logiker
- Daniel von Wachter (* 1970), deutscher Religionsphilosoph und Direktor der Internationalen Akademie für Philosophie
- Derek Parfit (1942–2017), britischer Philosoph
- Iris Murdoch (1919–1999), anglo-irische Schriftstellerin und Philosophin

### Theologen
- John Wyclif (1330–1384), englischer Philosoph, Theologe und Kirchenreformer
- Edmund Campion (1540–1581), Pater im Jesuitenorden und Märtyrer der katholischen Kirche
- Mirza Nasir Ahmad (1909–1982), indisch-pakistanischer 3. Kalif der Ahmadiyya Muslim Jamaat
- Cuthbert Mayne (ca. 1544–1577), englischer Priester und Märtyrer
- Jean de Menasce (1902–1973), französischer Dominikaner ägyptischer Herkunft
- Hieronymus von Prag (1379–1416), böhmischer Gelehrter und Mitbegründer der hussitischen Bewegung
- John Wesley (1703–1791), englischer Erweckungsprediger und einer der Begründer des Methodismus
- John Henry Newman (1801–1890), britischer Pfarrer und Professor der Theologie in der Kirche von England, berühmter Konvertit zur Römisch-katholischen Kirche und nachmaliger Kardinal
- John Thiessen (1906–1986), US-amerikanisch-niederländischer Missionar und Geistlicher

### Historiker
- Arnold J. Toynbee (1889–1975), britischer Kulturtheoretiker und Geschichtsphilosoph
- Edward Gibbon (1737–1794), britischer Historiker
- Michael Paulwitz (* 1965), deutscher Historiker, Journalist und Redakteur
- Thomas Weber (* 1974), deutscher Historiker
- Timothy Garton Ash (* 1955), britischer Historiker
- George Nicholas Georgano (1932–2017), britischer Autor

### Ökonomen
- Michael Spence (* 1943), Alfred-Nobel-Gedächtnispreis für Wirtschaftswissenschaften 2001
- Lawrence Klein (1920–2013), Alfred-Nobel-Gedächtnispreis für Wirtschaftswissenschaften 1980
- James Meade (1907–1995), Alfred-Nobel-Gedächtnispreis für Wirtschaftswissenschaften 1977
- John R. Hicks (1904–1989), Alfred-Nobel-Gedächtnispreis für Wirtschaftswissenschaften 1972
- Joseph Stiglitz (* 1943), Alfred-Nobel-Gedächtnispreis für Wirtschaftswissenschaften 2001
- Amartya Sen (* 1933), Alfred-Nobel-Gedächtnispreis für Wirtschaftswissenschaften 1998
- James Mirrlees (1936–2018), Alfred-Nobel-Gedächtnispreis für Wirtschaftswissenschaften 1996
- Peter A. Diamond (* 1940), Alfred-Nobel-Gedächtnispreis für Wirtschaftswissenschaften 2010
- James Meade (1907–1995), Alfred-Nobel-Gedächtnispreis für Wirtschaftswissenschaften 1977

### Juristen
- Hans Bernd von Haeften (1905–1944), deutscher Jurist und Widerstandskämpfer gegen den Nationalsozialismus
- Adam von Trott zu Solz (1909–1944), deutscher Jurist, Diplomat und Widerstandskämpfer
- Reem Alsalem (* 1976), jordanische Juristin und Menschenrechtsexpertin
- Alice Jill Edwards, australische Juristin und Menschenrechtsexpertin

## Sonstige Persönlichkeiten
- Walter Raleigh (ca. 1523–1618), Entdecker
- Christopher Wren (1632–1723), britischer Astronom und Architekt
- T. E. Lawrence (1888–1935), Entdecker und Schriftsteller
- Konstantinos A. Doxiadis (1913–1975), Architekt, bekannt als Städteplaner der pakistanischen Hauptstadt Islamabad und der Stadt Rawalpindi.
- Rupert Murdoch (* 1931), amerikanischer Medienunternehmer
- Susan Hockey (* 1946), Computerlinguistin und Hochschullehrerin
- Rowan Atkinson (* 1955), britischer Komiker bekannt als Mr. Bean
- Hugh Grant (* 1960), Schauspieler
- Ghil'ad Zuckermann (* 1971), Sprachwissenschaftler
- Kate Beckinsale (* 1973), britische Schauspielerin
- Hugh Dancy (* 1975), britischer Filmschauspieler und Fotomodell
- Howard Marks (1975–2016), ehemaliger Drogendealer, Autor, Cannabisaktivist, Erzähler
- Rosamund Pike (* 1979), Schauspielerin
- Emma Watson (* 1990), Schauspielerin
- Malala Yousafzai (* 1997), pakistanische Bloggerin und Kinderrechtsaktivistin
- Saad Kassis-Mohamed (* 2001), Unternehmer, Investor und Philanthrop